# Ram Naresh Yadav
Ram Naresh Yadav (Azamgarh, 1 de julio de 1928–Lucknow, 22 de noviembre de 2016) fue un político indio del Estado del Uttar Pradesh.
Interesado en el trabajo social era una persona próxima al líder socialista Raj Narain. Fue conocido sobre todo por ser el gobernador estatal del Madhya Pradesh.